# Франческо Гвічардіні

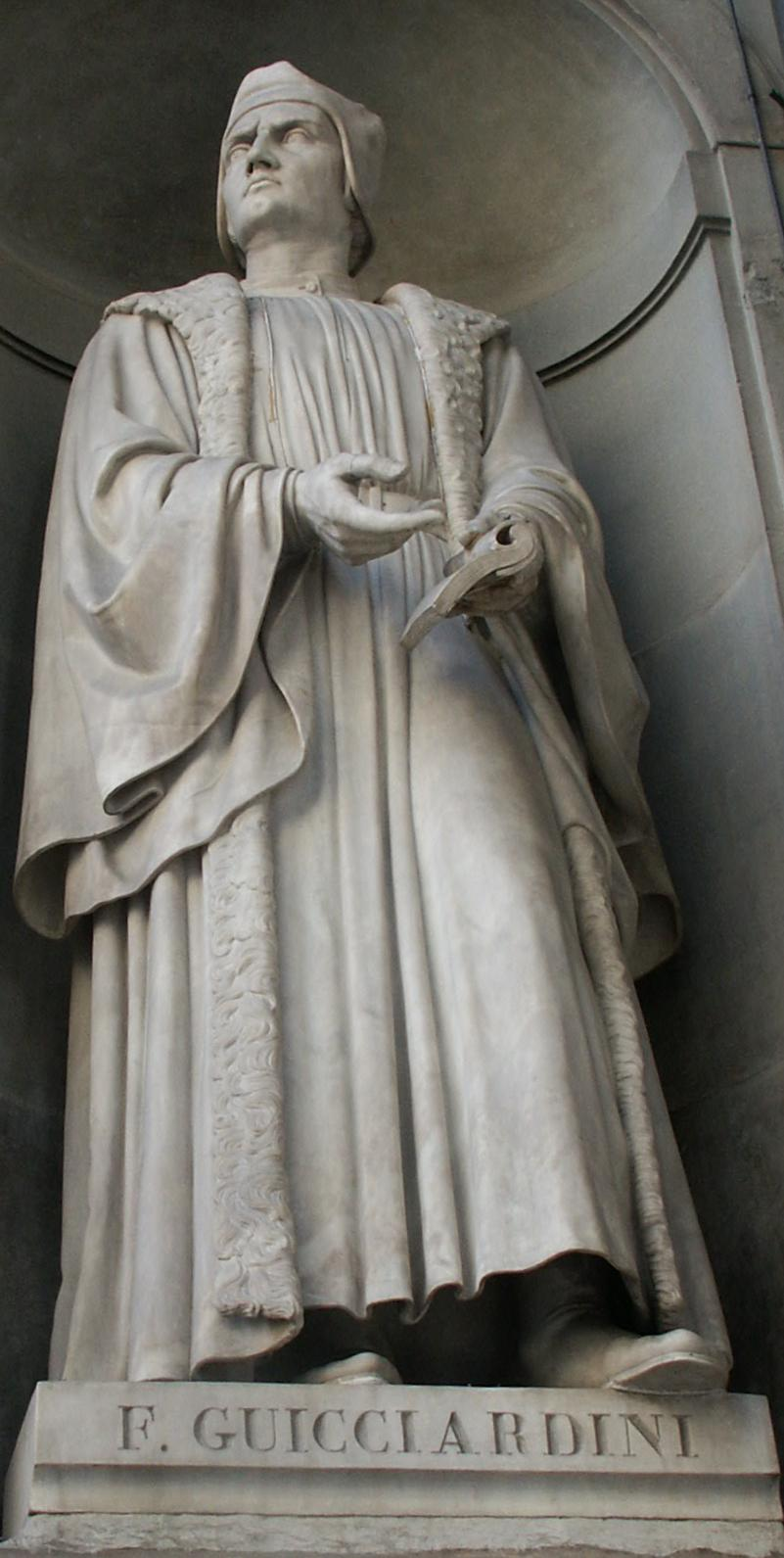
Франческо Гвічардіні

Франческо Гвічардіні (італ. Francesco Guicciardini; *6 березня 1483, Флоренція — †22 травня 1540 Арчетрі) — відомий італійський політичний діяч, дипломат та історик часів Відродження. На рівні з Нікколо Мак'явелі вважається одним з найважливіших авторів та осіб італійського Відродження. Також вважається батьком модерної історії завдяки своїй праці «Історія Італії».

## Біографія
Народився в сім'ї заможного флорентійського громадянина П'єро Гвічардіні. Навчався у Феррарському та Падуанському університетах, куди Гвічардіні-старший послав свого сина навчатися, подалі від Флоренції, в якій в той час було неспокійно. Вибір на ці, тоді не найкращі, університети випав через стабільну політичну ситуацію в цих містах. Повернувся до Флоренції в 1505 році, де почав викладати право. Отримавши звання доктора з права, почав адвокатську практику, паралельно викладаючи в різних навчальних інституціях Флоренції. Таємно одружується з Марією Сальвіаті 14 січня 1506 року, дочкою заможного роду Сальвіаті, у якого, втім, було багато ворогів у місті. Вибір Франческо не сподобався батькові. Той апелював до того, що його син міг знайти собі дружину з відомішого та політично вагомішого роду.
Як представник флорентійських аристократів 17 жовтня 1511 року був обраний великим послом до короля Іспанії Фердинанда II. З посольства Франческо повертається тільки через 2 роки. Після повернення в місто, де тепер володарював Лоренцо II Медічі на Гвічардіні зробили наклеп, мовляв він не підтримує режим, що панував у Флоренції. Після чого стосунки між правителем та послом стали набагато прохолоднішими, однак незабаром, після спростування наклепу, вони знову почали дружити.
В 1515 році Папа Лев X робить Франческо Гвічардіні, без його відома, адвокатом консисторії. Франческо приймає цю радше почесну, ніж вигідну посаду й починає працювати на папський престол.

## Історії Флоренції

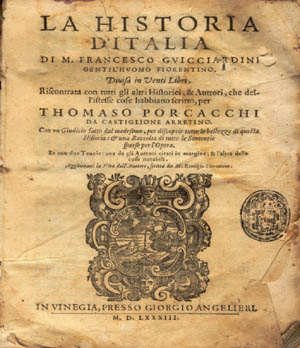
Титульна сторінка «Історії Італії»

В «Історії Флоренції» Франческо Гвічардіні описав події від повстання Чомпі 1378 року й до 1509 року, коли була написана ця праця, тобто за два роки до іспанського посольства. Гвічардіні критично проаналізував еволюцію політичної системи Флоренції — від пополанської демократії до тиранії Медічі, прийшовши до висновку, що оптимальною формою правління для Флоренції була б олігархія, тобто «влада найкращих», в той же час беручи як приклад ідеальної держави Венеціанську республіку та її конституцію. Політичні вподобання не завадили йому, однак, чітко бачити та оцінювати ситуацію в державному житті та кулуарних настроях Флорентійської республіки, бачити зміни структури влади, боротьбу різних політичних груп за владу. Але водночас, на відміну від Мак'явеллі, свого сучасника та друга, якого він, втім, часто критикував, Гвічардіні не виправдовує авторитарну владу за жодних обставин. Він залишався вірним ідеям та принципам республіки, хоча й аристократичного забарвлення. Зокрема, свої думки з цього приводу він викладає в діалозі «Про управління Флоренцією».

## Історія Італії
«Історія Італії» перша праця такого типу й перший приклад модерного історіописання. В ній Гвічардіні детально простежував політичну долю країни чи радше країн, адже тогочасна Італія ще була поділена на багато дрібних та середніх республік, князівств та герцогств, з 1492 по 1540 рік, тобто того періоду, коли вона стала ареною для міжнародних конфліктів під назвою Італійські війни, свідком яких був сам Гвічардіні. Він зважав на роль правителів, мудрі або погано продумані рішення котрих завжди відображалися на стані народу. Гвічардіні намагався зрозуміти причини політичних та військових поразок італійських держав. «Історія Італії» була опублікована через чверть століття після її закінчення (1561–1564) та принесла Гвічардіні славу найкращого історика Італії та Європи. Мак'явеллі та Гвічардіні стали піком ренесансної історіографії та політичної аналітики Італії, котрі не отримали нових імпульсів розвитку в епоху Пізнього Відродження, хоча закладені ними стандарти й традиції в європейській історіографії використовували майже до XVII ст.

## Праці
Перелік праць Франческо Гвічардіні з оригінальними та українськими назвами:
- Storie fiorentine (Перша «Історія Флоренції»; 1508–1510)
- Discorso di Logrogno (1512)
- Relazione di Spagna (1514)
- Consolatoria (1527)
- Oratio defensoria (1527)
- Del reggimento di Firenze or Dialogo e discorsi del reggimento di Firenze («Про Управління Флоренцієї» 1527)
- Considerazioni intorno ai «Discorsi» del Machiavelli sopra la prima deca di Tito Livio («Зауваження до Міркуваннях про першу декаду Тіта Лівія «Мак'явеллі»; 1528 або 1530)
- Ricordi or Ricordi politici (1512–1530)
- Le cose fiorentine (Друга «Історія Флоренції»; 1528–1531)
- Storia d'Italia («Історія Італії»; 1537–1540)